# Lampadena chavesi
Lampadena chavesi és una espècie de peix de la família dels mictòfids i de l'ordre dels mictofiformes.

## Morfologia
- Els mascles poden assolir 8 cm de longitud total.[4][5]

## Hàbitat
És un peix marí i d'aigües profundes que viu entre 40-800 m de fondària.

## Distribució geogràfica
Es troba a l'Atlàntic, l'Índic (entre 25°S i 40°S) i el Pacífic (des de 30°S fins a 40°S).